# VVA-Podmoskov'e
Il VVA-Podmoskov'e (in russo ВВА-Подмосковье?) è un club russo di rugby a 15 di Mosca, con sede a Monino; fondato nel 1967 e vincitore, fino al 1986, di 8 campionati sovietici, milita attualmente in Professional Rugby League, che ha vinto 5 volte consecutive dal 2006 al 2010.
Disputa i suoi incontri interni allo stadio annesso all'Accademia Aeronautica Jurij Gagarin di Mosca.

## Palmarès
- Campionati sovietici: 8
1969, 1976, 1977, 1980, 1981, 1984, 1985, 1986
- Campionati russi: 5
2006, 2007, 2008, 2009, 2010
- Coppe dell’URSS: 4
1976, 1980, 1983, 1986